# Nationalité espagnole

Armoiries d'Espagne.

La nationalité espagnole est le lien juridique et politique qui lie une personne physique à l'Espagne.

## Dispositions constitutionnelles
La Constitution de 1978, dans le chapitre premier (« Des Espagnols et des étrangers ») de son titre I (« Des droits et devoirs fondamentaux ») reconnaît ces droits et ces devoirs:
1. La nationalité espagnole s'acquiert, se conserve et se perd conformément aux dispositions de la loi.
2. Nul Espagnol d'origine ne peut être privé de sa nationalité.
3. L'État peut conclure des traités sur la double nationalité avec les pays ibéro-américains et avec ceux qui ont entretenu ou entretiennent des liens particuliers avec l'Espagne. Dans ces pays, même s'ils ne reconnaissent pas à leurs citoyens un droit réciproque, les Espagnols peuvent obtenir la naturalisation sans perdre leur nationalité d'origine.

## Acquisition

### Nationalité espagnole d'un enfant
Selon la législation en vigueur, ont droit à posséder la nationalité espagnole les « Espagnols d'origine », tant par consanguinité (ius sanguinis) comme par territorialité (ius soli).

Le Code Civil établit dans son article 17 les personnes qui sont espagnoles d'origine:
1. Sont espagnoles d'origine:
a) Les personnes nées de père ou mère espagnols.
b) Les personnes nées en Espagne de parents étrangers si l'un d'eux au moins est né en Espagne. Ceci n'inclut pas les enfants de fonctionnaires diplomatiques ou consulaires accrédités en Espagne.
c) Les personnes nées en Espagne de parents étrangers, si les parents ne possèdent pas de nationalité, ou si la nationalité d'aucun d'eux n'en attribue à l'enfant. 
d) Les personnes nées en Espagne dont la filiation n'est pas déterminée. À cet égard, sont présumés nés sur le territoire espagnol les mineurs dont le premier lieu connu de séjour est le territoire espagnol.e) Les personnes mineures adoptées par un espagnol en la forme plénière. Si l'adoption se produit après la majorité de l'adopté, celui-ci peut opter pour la nationalité espagnole (voir section 2.4).
2. La filiation ou la naissance en Espagne, dont la détermination se produit après la majorité, ne causent pas à eux seuls l'acquisition de la nationalité espagnole. L'intéressé a le droit d'opter pour la nationalité espagnole d'origine dans un délai de deux ans à compter de cette détermination.

### Nationalité espagnole parnaturalisation
Il existe deux modalités de naturalisation en Espagne: la naturalisation par résidence et la naturalisation par lettre de naturalité.

#### Naturalisation par résidence
L'une des façons d'obtenir la nationalité espagnole est par la résidence légale et continue en Espagne pendant les dix années précédant la demande. Il existe des cas où la période de résidence est réduite, à savoir :
- Cinq années: pour ceux qui ont obtenu le statut de réfugié.
- Deux années: pour les ressortissants de pays ibéro-américains, d'Andorre, des Philippines, de Guinée équatoriale, du Portugal ou les personnes d'origine séfarade[6],[7]. Sont considérés pays ibéroaméricains ceux où l'espagnol ou le portugais est langue officielle. Ainsi, Haïti, la Jamaïque, Trinité-et-Tobago et le Guyana ne sont pas considérés comme des pays ibéroaméricains, tandis que Porto Rico l'est.
- Une année:
  - Celui ou celle qui est né(e) sur le territoire espagnol.
  - Celui ou celle qui n'a pas correctement exercé son droit à acquérir la nationalité espagnole par option.
  - Celui ou celle qui a été sujet(te) légalement à la tutelle d'un citoyen ou institution espagnole pendant deux années consécutives.
  - Celui ou celle qui, au moment de la demande, est marié(e) depuis un an à un(e) espagnol(e) et qui n'en est pas séparé(e) légalement ou de fait.
  - Celui ou celle qui est veuf ou veuve d'un(e) espagnol(e), si, au moment de la mort du conjoint, ils ou elles n'étaient pas séparé(e)s, légalement ou de fait.
  - Celui ou celle qui né(e) hors de l'Espagne de père ou mère (nés également hors d'Espagne), grand-père ou grand-mère, si tous ceux-ci étaient originairement espagnols.

De plus l'intéressé(e) doit accréditer une bonne conduite civique, et un degré suffisant d'intégration dans la société espagnole. Les personnes naturalisées doivent prouver qu'elles renoncent à leur(s) nationalité(s) d'origine au moment de l'acquisition de la nationalité espagnole, sauf pour les ressortissants de pays ibéro-américains, d'Andorre, des Philippines, de Guinée équatoriale et du Portugal. Sont considérés pays ibéroaméricains ceux où l'espagnol ou le portugais sont langue officielle. Ainsi, Haïti, la Jamaïque, Trinité-et-Tobago et le Guyana ne sont pas considérés comme des pays ibéroaméricains, tandis que Porto Rico l'est.

#### Naturalisation parlettre de naturalité
C'est une voie d'obtention de la nationalité espagnole qui se fait par un décret royal. Elle est octroyée à titre gracieux, discrétionnaire et exceptionnel par le gouvernement. La demande peut en être faite auprès du Ministère de la Justice.

### Nationalité espagnole parpossession d'état
La nationalité espagnole est de droit pour la personne qui a possédé et utilisé cette nationalité pendant dix années, de façon continue, de bonne foi (sans qu'elle ait eu connaissance de la situation réelle), en se basant sur un titre inscrit au registre d'état civil. La nationalité espagnole ne se perdra donc pas même si le titre inscrit à l'état civil est annulé. L'intéressé doit avoir maintenu une attitude active et doit avoir utilisé la nationalité espagnole, c'est-à-dire qu'il devra s'être comporté comme s'il se croyait effectivement espagnol.

### Nationalité espagnole par option
Peuvent demander à obtenir la nationalité espagnole par option:
- Les personnes qui ont été ou qui sont sujettes à l'autorité parentale d'un Espagnol.
- Les personnes dont le père ou la mère auraient été espagnols et seraient nés en Espagne.
- Les personnes dont la détermination de la filiation ou naissance en Espagne se produit après la majorité. Dans ce cas, elles peuvent opter pour la nationalité espagnole dans un délai de deux ans après la détermination de la filiation ou naissance.
- Les personnes dont l'adoption par des Espagnols se produit après la majorité. Dans ce cas, le droit à opter pour la nationalité espagnole existe pendant un délai de deux ans après la constitution de l'adoption.

## Perte et conservation
La nationalité espagnole se perd dans les cas suivants:
- Les personnes majeures qui ne résident pas en Espagne et acquièrent volontairement une autre nationalité, ainsi que celles qui utilisent exclusivement une autre nationalité acquise avant leur émancipation perdent la nationalité espagnole. Dans ce cas, la perte est effective trois ans après l'acquisition de la nouvelle nationalité et seulement si la personne ne déclare pas formellement sa volonté de conserver la nationalité espagnole. Ceci ne s'applique pas aux Espagnols d'origine qui acquièrent la nationalité d'un pays ibéro-américain, d'Andorre, des Philippines, de Guinée équatoriale du Portugal et depuis 2021 de France[13];
- Les Espagnols qui renoncent expressément à leur nationalité espagnole, à condition qu'ils possèdent une autre nationalité et qu'ils ne résident pas en Espagne;
- Les Espagnols nés hors d'Espagne qui le sont car un de leurs parents est également espagnol et que celui-ci est né hors d'Espagne, et si les lois du pays où ils résident leur accordent une autre nationalité, perdent la nationalité espagnole s'ils ne déclarent pas expressément qu'ils souhaitent la conserver dans un délai de trois ans suivant leur majorité ou leur émancipation (soit, pour la plupart des personnes, le jour de leur 21e anniversaire).

La nationalité espagnole ne se perd pas dans les cas précédents si l'Espagne est en guerre.
De plus, les Espagnols qui ne le sont pas d'origine, perdent leur nationalité si:
- ils utilisent exclusivement pendant trois ans leur nationalité antérieure - à l'exception de la nationalité des pays avec lesquels l'Espagne a signé un traité de double nationalité;
- ils s'enrôlent volontairement dans l'armée d'un pays étranger, ou servent en tant que fonctionnaires dans un gouvernement étranger, malgré l'interdiction expresse du gouvernement espagnol;
- ils ont menti ou commis une fraude au cours de leur procédure de naturalisation.

Les personnes qui ont perdu la nationalité espagnole peuvent introduire une demande en récupération si elles établissent légalement leur résidence en Espagne pendant plus d'un an. Les émigrants et leurs enfants n'ont pas besoin de revenir en Espagne pour récupérer leur nationalité.